# Lithosia yuennanensis
Lithosia yuennanensis là một loài bướm đêm thuộc phân họ Arctiinae, họ Erebidae.